# 兰坪槭
兰坪槭（学名：Acer lanpingense）是无患子科槭属的植物，是中国的特有植物。分布在中国大陆的云南等地，生长于海拔2,600米至2,700米的地区，一般生长在疏林中，目前已由人工引种栽培。